# Cheilanthes chaerophylla
Cheilanthes chaerophylla là một loài thực vật có mạch trong họ Adiantaceae. Loài này được (M. Martens & Galeotti) Kunze miêu tả khoa học đầu tiên năm 1850.